# Velký Týnec
Velký Týnec település Csehországban, a Olomouci járásban. Velký Týnec Kožušany-Tážaly, Olomouc, Velká Bystřice, Svésedlice, Krčmaň, Tršice, Suchonice, Čelechovice és Grygov településekkel határos. Lakosainak száma 3192 fő (2024. január 1.).

## Népesség
A település lakosságának változását az alábbi diagram mutatja:
| Lakosok száma | 1775 | 2204 | 2396 | 2393 | 2149 | 2560 | 2851 | 2922 | 3035 | 3192 |
|               | 1869 | 1900 | 1921 | 1961 | 1980 | 2011 | 2016 | 2019 | 2021 | 2024 |